# Presumpce neviny
Presumpce neviny je právní domněnka spočívající v tom, že je na obviněného v rámci trestního nebo přestupkového řízení nahlíženo jako na nevinného, pokud není pravomocně rozhodnuto o jeho vině. Je jedním z principů právního státu. Odpovědnost za dokazování viny leží na orgánech veřejné moci, obžalovaný svou nevinu dokazovat nemusí. 

## Právní zakotvení
Všeobecná deklarace lidských práv uvádí v čl. 11 odst. 1: „Každý, kdo je obviněn z trestného činu, považuje se za nevinného, dokud není zákonným postupem prokázána jeho vina ve veřejném řízení, v němž mu byly zajištěny veškeré možnosti obhajoby.“
Čl. 6 odst. 2 Úmluvy o ochraně lidských práv a základních svobod, sjednané v rámci Rady Evropy, stanoví: „Každý, kdo je obviněn z trestného činu, se považuje za nevinného, dokud jeho vina nebyla prokázána zákonným způsobem.“
Presumpce neviny je mj. uvedena v oddílu Právo na soudní a jinou právní ochranu, čl. 40 odst. 2 české Listiny základních práv a svobod: „Každý, proti němuž je vedeno trestní řízení, je považován za nevinného, pokud pravomocným odsuzujícím rozsudkem soudu nebyla jeho vina vyslovena.“
Český trestní řád, vydaný jako československý pod číslem 141/1961 Sb., v § 2 mezi základními zásadami trestního řízení v odstavci 2 stanoví: „Dokud pravomocným odsuzujícím rozsudkem soudu není vina vyslovena, nelze na toho, proti němuž se vede trestní řízení, hledět, jako by byl vinen.“
Obdobně zákon č. 250/2016 Sb., o odpovědnosti za přestupky a řízení o nich, v § 69 odst. 2, v kontextu ustanovení o postavení účastníků řízení, uvádí: „Dokud není pravomocným rozhodnutím o přestupku vyslovena vina obviněného, hledí se na něj jako na nevinného. V pochybnostech správní orgán rozhodne ve prospěch obviněného.“

## Kolize a následky
Všechny citované deklarace, úmluvy a zákony stanovují presumpci neviny pouze ve vztahu k obviněnému, tedy k tomu, proti komu je již vedeno trestní nebo přestupkové řízení. Ve vztahu k pachateli, který dosud nebyl odhalen nebo který je pouze podezřelým či prověřovaným, tato presumpce neviny explicitně stanovena není, protože platí pro něj všechna práva občana.
Obligatorní právní domněnka, že podezřelý, obviněný, obžalovaný i nepravomocně odsouzený člověk je nevinný, samozřejmě koliduje se všeobecnou oznamovací povinností a povinností zabránit trestné činnosti i s většinou fází trestního řízení, protože by bylo nutno podezírat, udávat, obviňovat, obžalovávat nebo odsuzovat formálně nevinného člověka, popřípadě ho brát do vazby. Byla-li by tato právní domněnka uplatňována důsledně, nebylo by možné nikoho podezírat, obvinit, obžalovat ani odsoudit. 
Obecně je za otevřenou považována též otázka, komu povinnost řídit se touto domněnkou přísluší. Tedy zda je lidskoprávními deklaracemi uložena pouze orgánům činným v trestním řízení či obecně státu a orgánům veřejné moci nebo zda jsou jí vázány též soukromé osoby, např. podnikatelé, zaměstnavatelé, vědci, novináři atd. či obecně veřejnost.
Domnělá povinnost řídit se právní fikcí, která je v rozporu s něčími názory nebo poznatky, koliduje se svobodou myšlení, svobodou přesvědčení (svobodou mít názory), svobodou projevu, právem na informace (právem svobodně vyhledávat, přijímat a rozšiřovat ideje a informace) a v neposlední řadě s právem na ochranu před těmi pachateli trestné činnosti, kteří dosud za pachatele nesmějí být považováni.
Předmětem řady diskusí a výkladů tak je postavení obviněného při výkonu vazby, kdy smí být obviněný podroben jen těm omezením, která jsou nutná ke splnění účelu vazby z hlediska jejího důvodu a k zachování stanoveného vnitřního pořádku a bezpečnosti. Ve výkonu vazby nesmí být ponižována lidská důstojnost obviněného a nesmí být podrobován fyzickému ani psychickému nátlaku. Může mu být přiznána řada práv týkajících se stravování, vystrojování, korespondence, návštěv, duchovní a sociální služby, uspokojování kulturních potřeb, péče o zdraví, styku s ostatními lidmi a zaměstnávání. Podrobnosti stanoví ředitel každé konkrétní věznice v jejím vnitřním řádu.
Práva objektů trestního řízení také omezuje například zákon č. 361/2003 Sb., o služebním poměru příslušníků bezpečnostních sborů, podle kterého se odchodné a výsluhový příspěvek propuštěným příslušníkům bezpečnostních sborů, proti nimž je vedeno trestní řízení, případně vyplácí až po pravomocném ukončení tohoto řízení, pokud jeho výsledkem právo na tyto příspěvky neztratí. 
Novelizační zákon č. 45/2013 Sb. vložil do trestního řádu institut předběžných opatření, který umožňuje uložit obviněnému různá omezující opatření, například zákaz styku s určitými osobami, zákaz vstoupit do společného obydlí obývaného s poškozeným, zákaz návštěv určitého prostředí nebo akcí, zákaz zdržovat se na konkrétním vymezeném místě, zákaz vycestování do zahraničí, zákaz držet a přechovávat věci, které mohou sloužit k páchání trestné činnosti, zákaz užívat, držet nebo přechovávat alkoholické nápoje nebo jiné návykové látky, zákaz hazardních her, hraní na hracích přístrojích a sázek či zákaz výkonu konkrétně vymezené činnosti, jejíž povaha umožňuje opakování nebo pokračování v trestné činnosti. 
Institut presumpce neviny je v principu podobný institutu zahlazení odsouzení, který je také mnoha speciálními zákony prolomen, je-li pro některé účely požadován opis z rejstříku trestů místo výpisu z rejstříku trestů, ačkoliv obecně platí povinnost hledět na takového člověka, jako by nebyl odsouzen.